# 苏辉若
苏辉若（發音：[to˧˧ hwi˧˧ zɨə˧˦]；1947年6月4日—），越南政治人物。越共中央政治局委员、中央书记处书记、中央组织部部长。越日友好协会主席，越日大学名誉校长。

## 生平
1947年生于清化省广昌县。1967年加入越南劳动党。1970年代在越共中央宣传学院学习。1980年代初，赴苏联社会科学院深造，获哲学副博士学位。回国后在河内综合大学哲学系任教，同时担任副系主任。
2000年至2003年，担任越共海防市委书记。2004年至2006年担任胡志明国家政治学院院长。2006年4月当选越共中央政治局委员，中央书记处书记。同时担任中央宣教部部长，中央理论委员会主席。2011年2月改任中组部部长。
2016年1月，离开中央政治局。同年4月任越日大学名誉校长。

## 荣誉
- 旭日重光章（2016年）[3]